# База 60
«База 60» (швед. Bas 60) — система базирования ВВС Швеции в военное время, разработанная и опробованная во время холодной войны.
Основой этой системы был принцип рассредоточения — как самолётов (вместе с наземным оборудованием и техническим персоналом) по большому числу «авиабаз военного времени», так и аэродромных служб по самой базе и прилегающей к ней территории. Целью при этом было максимальное усложнение для противника задачи уничтожения шведских ВВС на земле даже в случае применения им ядерного оружия. Система предусматривала нахождение на каждой базе военного времени всего по одной эскадрилье (8 — 12 самолётов).

## История
Система базирования начала разрабатываться в 1954 году и внедряться в 1958 году. По первоначальному плану предусматривалось строительство 70 баз военного времени, 46 из которых должны были иметь все необходимое для их постоянной эксплуатации. Однако, со временем этот план все более и более пересматривался в сторону уменьшения, и всего было построено 40 таких баз. Многие авиабазы мирного времени, на которых постоянно размещались авиакрылья ВВС Швеции, также являлись авиабазами военного времени.
Каждая база военного времени являлась постоянной базой (П-база) для одного или нескольких типов самолётов — истребителей, штурмовиков или разведчиков. Постоянная база располагала персоналом и оборудованием для обслуживания и ремонта приписанных к ней самолетов. Некоторые базы также являлись временными базами (В-база) для одного или нескольких типов самолетов. На своих временных базах самолеты могли только заправляться и вооружаться. Все постоянные базы являлись временными базами для истребителей.
В дополнение к строительству авиабаз военного времени проводилась реконструкция некоторых участков шоссейных дорог с целью превращения их в резервные ВПП. Резервным место базирования также могли быть гражданские аэропорты.
В 1970-80 годы система «База-60» была трансформирована в систему «База 90».

## Компоновка авиабазы военного времени

### Основная ВПП
Основная ВПП имела типовые размеры (2000—2300 метров в длину и 30-40 метров в ширину) и расположенную параллельно ей рулежную дорожку. ВПП комплектовалась светосигнальным оборудованием и расположенными на ее торцах поднимаемыми и опускаемыми сетями для остановки выкатывающегося за пределы полосы самолета.

### Передовая стоянка самолетов
Передовая стоянка располагалась рядом с основной ВПП и была предназначена для подготовки к вылету и дежурству истребителей. На ней же было возможно дозаправлять самолеты штурмовой и разведывательной авиации. Обычно на базе таких стоянок было две — по одной у каждого конца полосы. На передовой стоянке размещалось не более четырех самолетов. Дежурные истребители на передовой стоянке подключались к системе связи авиабазы, что позволяло пилотам получать боевое задание, находясь в самолете, и взлетать немедленно после получения приказа. В качестве меры защиты наземного персонала при внезапном нападении противника персонал в полном составе покидал передовую стоянку при отсутствии на ней самолетов и возвращался обратно после прибытия самолетов.

### Тыловая стоянка самолетов
Тыловая стоянка, располагавшаяся в 2-3 км от ВПП, предназначалась для размещения штурмовиков и самолетов-разведчиков и имелась только на тех авиабазах военного времени, которые являлись постоянными базами штурмовой и разведывательной авиации. Если данная база была постоянной и для штурмовиков, и для разведчиков, то на ней имелось две отдельные тыловые стоянки, называвшиеся «тыловая штурмовая» и «тыловая разведывательная». Каждая тыловая стоянка была рассчитана на 10-15 самолетов с расстоянием между ними в 50 метров. При нахождении на такой стоянке меньшего по сравнению со штатным числа самолетов, они располагались на максимальном удалении друг от друга. Это должно было снизить риск уничтожения всех самолетов при нападении противника. Находящиеся на тыловой стоянке самолеты могли камуфлироваться маскировочными сетями. Тыловая стоянка соединялась с основной ВПП рулежной дорожкой, в качестве которой во многих случаях использовалась интегрированная в инфраструктуру авиабазы обычная автомобильная дорога с твердым покрытием. Самолеты перемещались по такой соединительной рулежной дорожке либо своим ходом, либо при помощи автомобиля-буксировщика.

### Площадка сосредоточения и обслуживания
На этой площадке размещались не используемые в данное время самолеты, а также производились долгосрочное обслуживание и ремонт. Площадка располагалась на удалении в 5-10 км от ВПП, и на ней имелись ангары для обслуживания и посты испытания и замены двигателей. Как и на тыловой стоянке самолеты могли камуфлироваться. С остальными частями авиабазы площадка соединялась рулежной дорожкой, часто являвшейся отрезком автодороги. На этой площадке располагались большая часть наземного персонала и оборудования базы.

## Резервные базы
Дополнительно к предусмотренным системой «База 60» авиабазам военного времени создавались резервные ВПП, представлявшие собой расширенные до 12 метров участки шоссейных дорог, рельеф которых позволял посадку и взлет самолетов. Типовая длина такой резервной ВПП составляла 1500—2000 метров. У каждого ее конца устраивалась одна-две площадки для стоянки самолетов. Всего было построено около 30 таких резервных полос, в основном, в южной и восточной частях Швеции. Такие ВПП рассматривались, в основном, как резервные, поскольку возможность их использования ограничивалась временем суток (естественной освещенностью) и погодными условиями. Кроме этого, эксплуатация таких ВПП требовала переброски на них соответствующих сил и средств с какой-либо постоянной базы и — во многих случаях — выполнения некоторого объема строительных работ на прилегающей территории.
Впоследствии статус резервных баз получили и некоторые гражданские аэропорты.

## Управление и гарнизон
Управление полетами должно было осуществляться с командного центра, расположенного в подземном бункере на удалении в несколько километров от авиабазы. В командном центре размещалось 6-8 человек, включая дежурного офицера. Содействие командному центру в управлении полетами оказывал мобильный полевой командный пункт, расположенный недалеко от ВПП и оснащенный радиосвязью (для связи в пределах авиабазы и с летчиками), телефонной связью и средствами управления оборудованием ВПП, такими как светосигнальные устройства. При уничтожении командного центра или при потере связи с ним все управление полетами могло осуществляться с полевого командного пункта. Штаб авиабазы военного времени располагался в одном или нескольких зданиях в близлежащем населенном пункте (чаще всего в здании школы). Вместе со штабом располагались многие службы обеспечения базы, такие как медицинская часть, метеорологи и подразделения охраны.
Авиабаза военного времени имела гарнизон в составе гарнизонного батальона «тип 60» (basbataljon 60), командир которого отвечал за функционирование данной авиабазы. Полностью отмобилизованный батальон состоял из 1200—1500 человек, а в мирное время на авиабазе обычно находилось 2-3 офицера-техника и 10-15 механиков призывного состава. При проведении учений на службу призывался полный состав гарнизонного батальона или его часть. Батальон гарнизона авиабазы военного времени имел следующую структуру:
- Штабная рота (Stabskompani): командование и управление авиабазой;
- Техническая рота (Stationskompani): наземное обслуживание и плановый ремонт самолетов;
- Рота тылового обеспечения (Intendenturkompani): МТО и транспорт;
- Строительная рота (Flygfältsarbetskompani): обслуживание и ремонт объектов инфраструктуры авиабазы;
- Рота охраны (Skyddskompani): охрана базы, обезвреживание неразорвавшихся боеприпасов, тушение пожаров;
- Медицинский взвод (Sjukvårdspluton): первая помощь и медицинское обслуживание.

Система обороны авиабазы могла быть усилена армейскими пехотными подразделениями и подразделениями ПВО.

## Дальнейшее развитие и текущее состояние
В 1970-х и 1980-х годах в целях решения дополнительных задач и с учетом изменившегося характера угрозы годах система «База 60» была трансформирована в систему «База 90». С окончанием холодной войны система авиабаз военного времени была ликвидирована, а многие входившие в нее базы были демилитаризованы и проданы частным лицам.